# 萨尔普勒
萨尔普勒（波斯语：‎）位于阿富汗北部的萨尔普勒省萨尔普勒县境内，為該省的首府，2006年時的人口有13萬6000人。萨尔普勒的所在為平均海拔888公尺的山地地形。